# Elecciones presidenciales de Costa Rica de 1866
José María Castro Madriz fue elegido presidente de Costa Rica en abril de 1866 para el período 1866-1869, el cual no terminaría ya que en 1868 es derrocado por su predecesor Jesús Jiménez Zamora. Madriz ya había sido presidente previamente y había sido derrocado en su primera presidencia.